# Enicospilus carri
Enicospilus carri là một loài tò vò trong họ Ichneumonidae.